# 让-弗朗索瓦·米勒
让-弗朗索瓦·米勒（法語：Jean-François Millet，法語發音：[ʒɑ̃ fʁɑ̃swa milɛ]；1814年10月4日—1875年1月20日）法國巴比松派畫家。他以寫實手法描绘的鄉村風俗畫聞名法國畫壇，被认为是写实主义艺术运动的参与者。代表作有《拾穗》《晚禱》等。

## 生平
- 1814年10月4日－出生於法國诺曼底格吕希（Gruchy）村，耕農家庭之子；童年時曾幫助父親在田間勞動，因父母忙於田裏工作，祖母是他從小最親近的人。
- 1831年－17歲，創作了《牧羊人在看守他的羊群》，顯示出極高的繪畫天賦。
- 1832年－18歲起，到瑟堡向兩位當地畫家學習繪畫。
- 1834年－20歲，到瑟堡學畫。
- 1837年－23歲，獲得瑟堡市議會的獎學金，到巴黎美術學院向浪漫主義派畫家德拉羅什學習。米勒也常常去羅浮宮，從米開朗基羅、普桑、林布蘭特的畫中臨摹學習到不少表現技巧。
- 1839年－離開德拉羅什的畫室。
- 1840年－米勒「肖像畫」入選沙龍，正式躋身巴黎畫壇。
- 1841年－在瑟堡與服裝店的女兒波利娜·维尔日妮‧奧諾（Pauline-Virginie Ono）結婚住在巴黎，3年後波利娜·维尔日妮患了肺結核病死。
- 1844年－30歲，喪妻，回到故鄉。
- 1845年－續絃，回到巴黎。
- 1846年－與續絃的卡特琳‧勒梅爾（Catherine Lemaire）生下第1個孩子。
- 1847年－米勒開始將他的興趣專注在鄉村題材的作品。
- 1848年－在巴黎的「自由沙龍」展出古典主義風格的《巴比倫被俘的猶太人》和鄉村風俗畫《篩穀的人》。
- 1849年－《拾枯草的人》獲得1000法郎的獎金，夏天時，由於巴黎動亂，米勒偕同妻兒搬到巴黎近郊，鄰近楓丹白露森林的巴尔比宗定居,與泰奧多爾·盧梭結為好友。這是他最貧苦潦倒的時期，一邊在畫室創作，一邊又必須為了生計在田裡耕作。
- 1850年－米勒畫出了《播種者》。此畫後來成為他的代表作之一, 獲得許多重要人物的讚賞與肯定。如作家維克多·雨果（1802-1885）、印象派畫家梵谷（1853-1890）等。
- 1853年－正式和第二任妻子舉行婚禮。
- 1857年－《拾穗》，可說是米勒最著名的畫作。此畫描繪三名農婦在一片金黃色的麥田中撿拾收割過後的麥穗。在畫面中充滿的感傷與人性尊嚴的寧靜，奠定了米勒在法國自然派畫家中的重要地位。
- 1858年－《晚禱》（米勒死後，法國富商阿尔弗雷德·肖沙尔 (Alfred Chauchard；1821-1909) 以80多萬法郎購回此畫並於1909年捐贈給羅浮宮）。
- 1862年－48歲，畫《持鍬的男人》。
- 1867年－在巴黎萬國博覽會與柯洛一起展出田園自然風格的畫作，拾穗等八幅作品獲得首獎，人們逐漸認可米勒的繪畫。
- 1868年－54歲獲頒榮譽勳章。
- 1874年－法國政府委託他繪製萬神殿大壁畫，但因健康問題無法完成。
- 1875年－61歲時咯血病(肺結核)逝於巴尔比宗。

## 作品

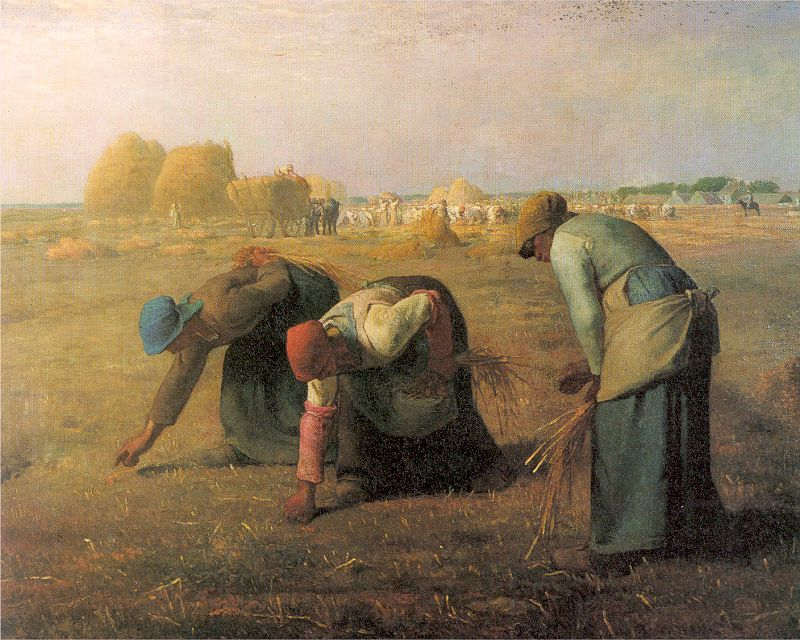
《拾穗》，1857年，收藏於奧塞美術館
《晚禱》，1857年~1859年，收藏於奧塞美術館
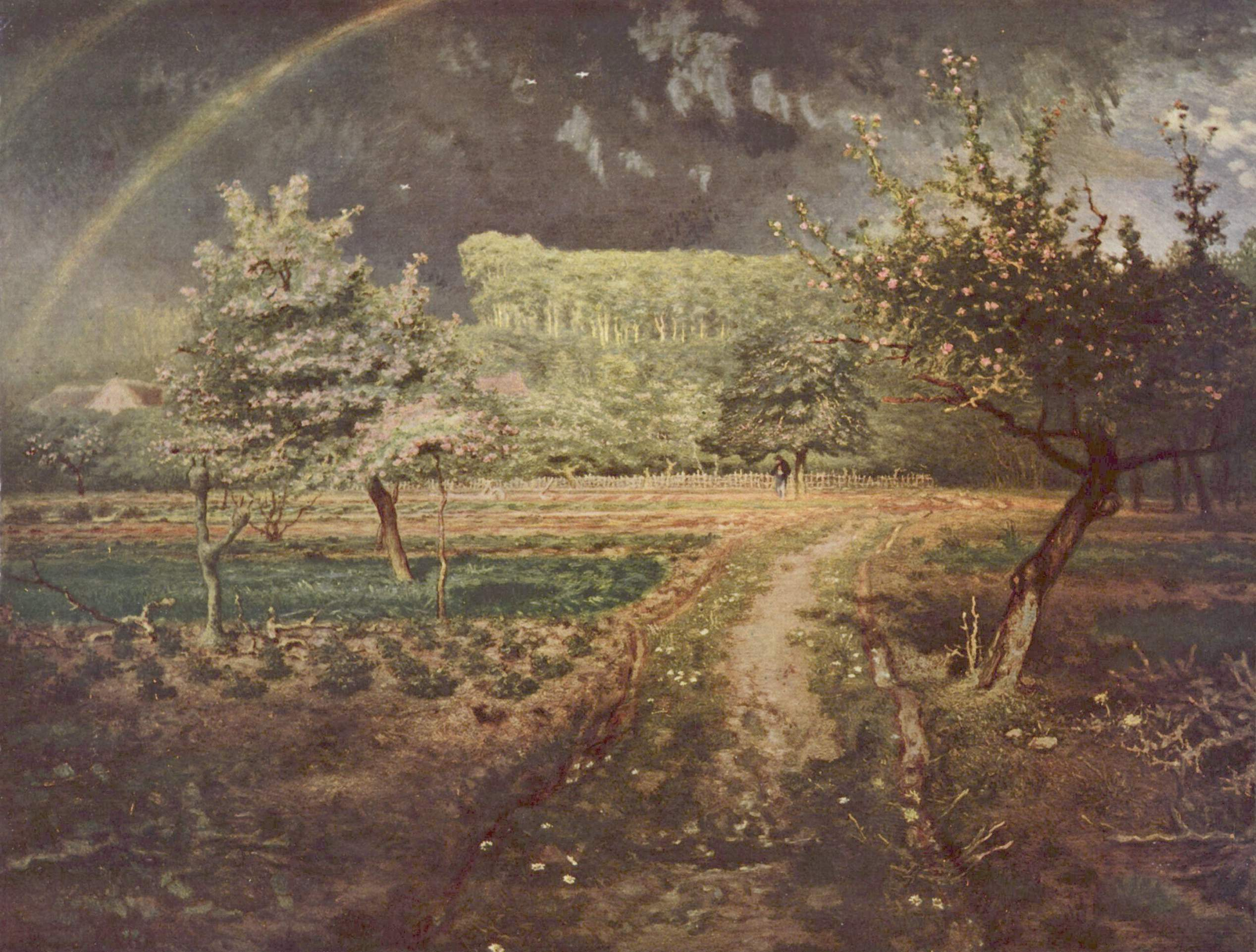
《春》，1868年~1873 年，收藏於奧塞美術館
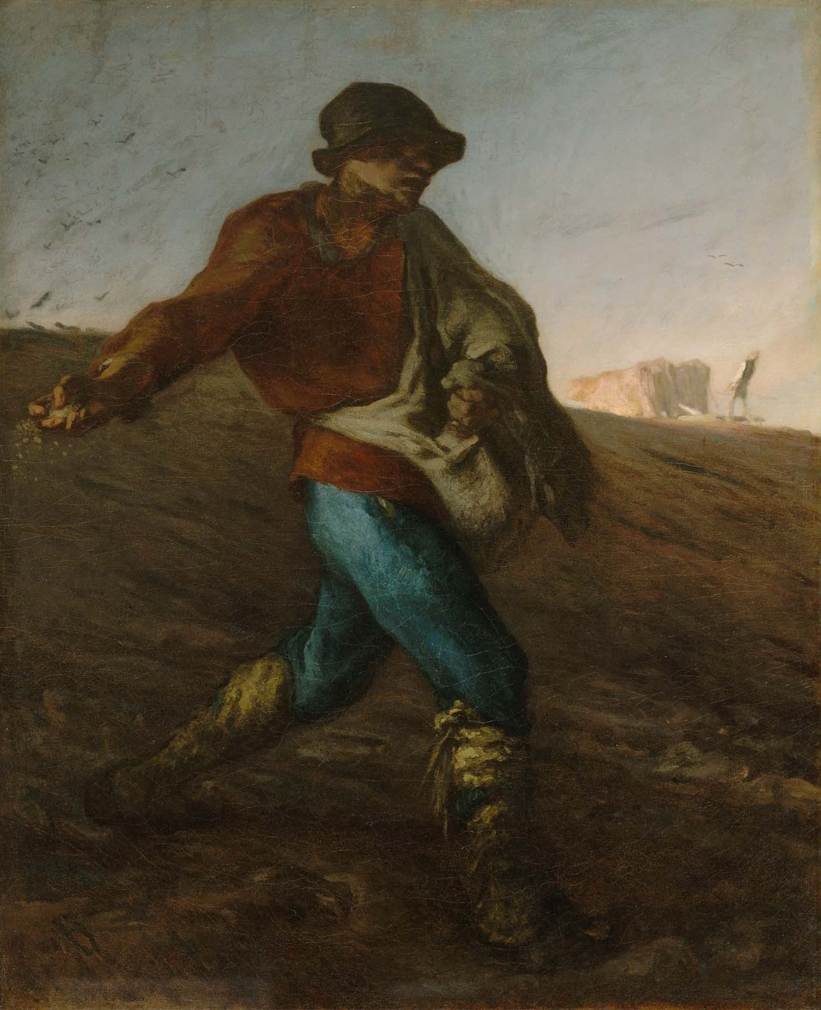
《播種者》，1850年，收藏於美國麻州波士頓美術館
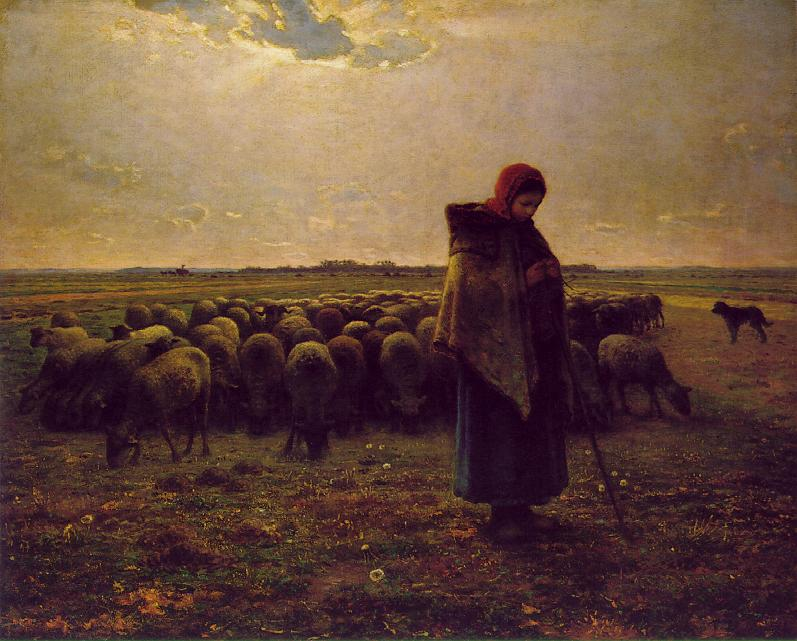
《牧羊女與羊群》，1864年，收藏於奧塞美術館

## 评价
羅曼·羅蘭在所著的《米勒傳》指出：「米勒，這位將全部精神灌注於永恆的意義勝過剎那的古典大師，從來就沒有一位畫家像他這般，將萬物所歸的大地給予如此雄壯又偉大的感覺與表現。」

## 轶文故事
美国作家马克·吐温的中篇小说《他是否还在人间》设定米勒是四个落魄的青年画家中的一个。四人商量决定通过假装米勒已死提高了他的作品受认可的程度，使四位画家在世时享受到了作品的经济价值。小说意在讽刺艺术品市场中看重作品出身故事而不是作品本身艺术价值，艺术品产生的经济收益经常在艺术家死后才能显现并为附庸风雅者攫取的社会现象。
台灣日治時期的名詩人王白淵， 年輕時曾立志要當台灣的米勒，可惜受制於當時台灣公學校與國立東京美術學校的教育方式與主流的畫風，這個願望沒有達成，王白淵後來將注意力轉向文學領域，投入詩文創作。

## 延伸阅读
- Champa, Kermit S. The Rise of Landscape Painting in France: Corot to Monet. Harry N. Abrams, Inc., 1991. ISBN 0-8109-3757-3
- Honour, H. and Fleming, J. A World History of Art. 7th edn. London: Laurence King Publishing, 2009. ISBN 9781856695848
- Lepoittevin, Lucien. Catalogue raisonné Jean-François Millet en 2 volumes – Paris 1971 / 1973
- Lepoittevin, Lucien.  "Le Viquet – Retour sur les premiers pas : un Millet inconnu" – N° 139 Paques 2003. ISSN 0764-7948
- Lepoittevin, Lucien.  Jean François Millet (Au delà de l'Angélus) – Ed de Monza – 2002 – (ISBN 2-908071-93-2)
- Lepoittevin, Lucien.  Jean François Millet : Images et symboles, Éditions Isoète Cherbourg 1990. (ISBN 2-905385-32-4)
- Moreau-Nélaton, E. Monographie de reference, Millet raconté par lui-même – 3 volumes – Paris 1921
- Murphy, Alexandra R. Jean-François Millet. Museum of Fine Arts, Boston, 1984. ISBN 0-87846-237-6
- Plaideux, Hugues. "L'inventaire après décès et la déclaration de succession de Jean-François Millet", in Revue de la Manche, t. 53, fasc. 212, 2e trim. 2011, p. 2–38.
- Plaideux, Hugues. "Une enseigne de vétérinaire cherbourgeois peinte par Jean-François Millet en 1841", in Bulletin de la Société française d'histoire de la médecine et des sciences vétérinaires, n° 11, 2011, p. 61–75.
- Pollock, Griselda. Millet. London: Oresko, 1977. ISBN 0905368134.
- Stokes, Simon. Art and Copyright. Hart Publishing, 2001. ISBN 1-84113-225-X
- Tadie, Andrew. Poetry and Peace: The Habitual Peacefulness of Gruchy: Poems After Pictures by Jean-François Millet by David Middleton （页面存档备份，存于）. Modern Age: A Quarterly Review. Summer/Fall 2009 (Vol. 51:3)

## 外部連結
维基共享资源上的相關多媒體資源：让-弗朗索瓦·米勒
- jeanmillet.org （页面存档备份，存于）; 125 works by Jean-François Millet
- Jean-François Millet at Artcyclopedia （页面存档备份，存于）
- Maura Coughlin's article on Millet's Norman milkmaids
- Influence on Van Gogh （页面存档备份，存于）
- Influence on Dali （页面存档备份，存于） – grieving parents or praying peasants in The Angelus?
- Gillet, Louis. . . 1913.
- Emilia, Lady Dilke. .  (第11版). London. 1911.
- "Jean-François Millet", poem by Florence Earle Coates
- Cartwright, Julia, (1902) Jean François Millet: his life and letters London: Swan Sonnenschein and Co.
- Sensier, Alfred, (1881) Jean-Francois Millet – Peasant and Painter (transl. Helena de Kay) London: Macmillan and Co.